# Кузяновська сільська рада
Кузя́новська сільська рада (рос. Кузяновский сельский совет) — муніципальне утворення у складі Ішимбайського району Башкортостану, Росія. Адміністративний центр — село Кузяново.

## Населення
Населення — 769 осіб (2019, 955 в 2010, 974 в 2002).

## Склад
До складу поселення входять такі населені пункти:
| Населений пункт        | Населення, осіб (2002) | Населення, осіб (2010) |
| ---------------------- | ---------------------- | ---------------------- |
| Іскісяково, присілок   | 38                     | 68                     |
| Кизил-Октябр, присілок | 70                     | 40                     |
| Кузяново, село         | 866                    | 847                    |
| Рославка, присілок     | 0                      | 0                      |